# Ludwig Brockmann
Ludwig Brockmann (* 2. Juli 1847 in Berlin; † 17. Februar 1921 in Köln) war ein deutscher Architekt.

## Leben

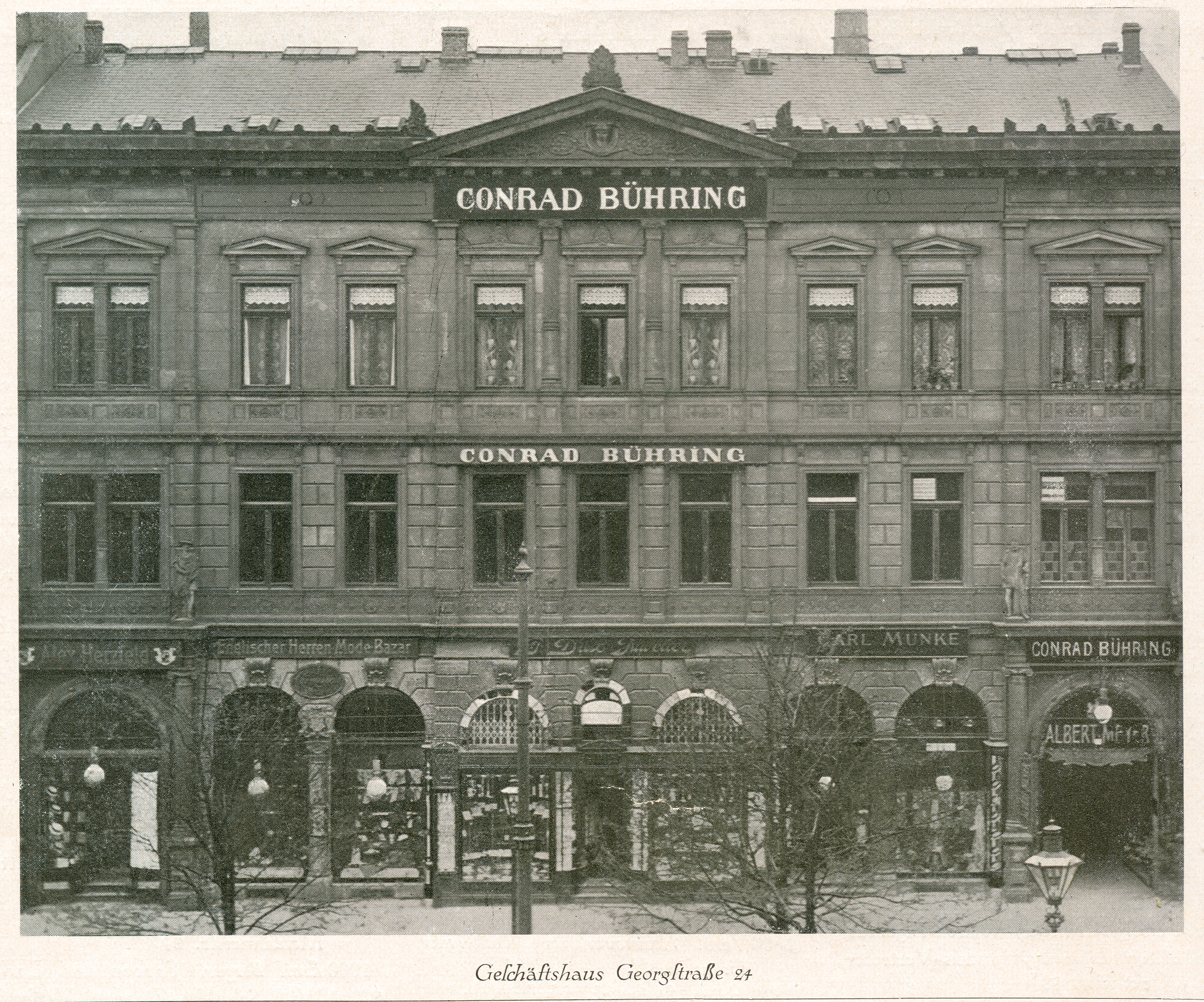
Das 1873 bis 1874 von Brockmann im Auftrag von Max Jacob Frensdorff erbaute Gebäude der Provinzial-Disconto-Gesellschaft Hannover an der Georgstraße, hier bereits mit dem Schriftzug Conrad Bühring und der von dem Hoffotografen Albert Meyer übertitelten Wärmehalle

Ludwig Brockmann wurde 1847 in der Hauptstadt des damaligen Königreichs Preußen geboren. Nach seinem Schulbesuch studierte er Architektur zunächst in seiner Heimatstadt Berlin sowie auch in Hannover an der dortigen Polytechnischen Schule, an der seinerzeit Conrad Wilhelm Hase unterrichtete.
Seit dem Jahr der Ausrufung des Deutschen Kaiserreichs wohnte Brockmann von 1871 bis 1882 in Hannover, war in der sogenannten „Gründerzeit“ unter anderem für die von dem Architekten und Bauunternehmer Ferdinand Wallbrecht geleitete Hannoversche Baugesellschaft tätig, die beispielsweise den Bau des von Brockmann entworfenes später so genannte „Hauses Bühring“ ausführte.
Brockmann trat 1873 dem Architekten- und Ingenieur-Verein zu Hannover bei.
Nach Hannover arbeitete Brockmann in Köln als dort niedergelassener Architekt und Immobilien-Taxator. Er starb im 19. oder 20. Jahrhundert in Lindenthal. Zur Biographie des Verstorbenen konnte der Architekt Ernst Friedrich Brockmann Auskünfte geben.

## Werke (sofern bekannt)
- 1873–1874: Hannover, Georgstraße 38 (frühere Hausnummer 16, später auch Hausnummer 24): Entwurf des Wohn- und Geschäftshauses für die Provinzial-Disconto-Gesellschaft; Bauausführung von der Hannoverschen Baugesellschaft durch den Architekten Ferdinand Wallbrecht.[3] Das im Stil der Neorenaissance errichtete Gebäude zeitweilig Haus Frensdorff/Bühring benannt,[4] ab 1879 auch nur mit dem einfachen Namen „Haus Bühring“ bekannt, später auch als „Opernkonditorei“. Es wurde während der Luftangriffe auf Hannover durch Fliegerbomben im Zweiten Weltkrieg beschädigt. Über dem erhaltenen Erdgeschoss wurden dann moderne Obergeschosse errichtet.[3]
- 1875:
  - Hannover, Bödekerstraße 11 Ecke Volgersweg 35 (ehemals Bödekerstraße 93 und 94 Ecke Volgersweg 36): Errichtung einer dreiteiligen Gruppe von Wohnhäusern im Rundbogenstil. Diese sind in ihrer Grundsubstanz – etwa in Form der alten Portalsäulen – erhalten, wurden jedoch in den 1970er Jahren mit einer modernen Verschalung versehen.[3]
  - Hannover, Georgsplatz 8 (ehemalige Adresse Große Aegidienstraße 34 Ecke Georgsplatz): Errichtung eines Wohn- und Geschäftshauses mit „Wiener Café“ zur Platzseite ausgerichtet. Das Café wurde 1907 durch den Architekten Max Küster zum Restaurant „Brauergildehaus“ umgebaut. Das gesamte Gebäude ist nicht erhalten.[3]
- 1884 (Einweihungsdatum): Köln, St.-Apern-Straße 29–31 Gotteshaus und Lehrerseminar für die Synagogengemeinde Adaß Jeschurun, Entwurf der Bauten.[5]